# Amasonia
Amasonia este un gen de plante din familia  Verbenaceae.

## Specii
Cuprinde circa 7 specii.